# Drosophila rhombura
Drosophila rhombura är en tvåvingeart som beskrevs av Toyohi Okada och Carson 1983. Drosophila rhombura ingår i släktet Drosophila och familjen daggflugor.
Artens utbredningsområde är Nya Guinea.